# Claudi Colomer i Marqués
Claudi Colomer i Marqués, també Claudio Colomer Marqués, (Granollers, 18 d'abril de 1921 - Barcelona, 7 de gener de 2015) fou un periodista, advocat, industrial i polític català tradicionalista. Fou governador civil d'Àlaba, Toledo i Santander, entre altres càrrecs durant el franquisme.

## Biografia
Nascut en una família d'arrelament carlina, passà la infància i els primers estudis a Granollers. Des de jove desenvolupà una visió sociopolítica conservadora i tradicionalista. Es llicencià en Dret a la Universitat de Barcelona. Posteriorment es traslladà a Madrid per fer el doctorat, on als 22 anys, es Diplomà en Economia l'Instituto de Estudios Políticos de Madrid que dirigia el després ministre Fernando María Castiella, i es titulà en Periodisme per l'Escola Oficial de Periodisme de Madrid que dirigia Juan Aparicio. A Madrid cultivà l'amistat amb polítics de les diferents famílies del règim franquista (el tradicionalista Ministre de Justícia Antonio Iturmendi Bañales, o el ministre d'Afers Estrangers, Alberto Martín Artajo de la Asociación Catòlica Nacional de Propagandistas ACNP, etc.). Aquests contactes l'ajudaran per esdevenir corresponsal del diari El Correo Catalán a Madrid, i obtenir la de Radio España de Barcelona.
Va morir el dia 7 de gener de 2015 a Barcelona.

## Activitat professional i política
La seva activitat com a periodista s'havia iniciat als setze anys amb la fundació i direcció de la publicació Estilo - revista falangista (després anomenada La Revista del Vallès a Granollers de l'any 1940 al 1945. Amb el suport de Juan Aparicio i només amb vint-i-cinc anys serà nomenat director del diari El Correo Catalán el 1945, on restà fins a l'any 1959, i del qual fou accionista. Des del 1954 va simultaniejar aquest càrrec amb el de director de Radio Nacional de España a Barcelona. En aquest etapa també fou Professor de "Economia i Gestió de les Empreses Periodístiques i Audiovisuals" i l'any 1952 Director de l'Escola Oficial de Periodisme de Barcelona escola que durà sis anys. Participà també en els inicis de la revista "El Ciervo" d'orientació catòlica amb els germans Llorenç i Joan Gomis i Sanahuja i Joaquim Xicoy, que després evolucionà cap a posicions progressistes, per la qual cosa se'n va retirar. Per la mateixa època publicava articles al setmanari ultradretà El Español fins a la seva extinció als anys setanta. L'any 1972 va participar en la creació del Club Seny Nou, versió catalana del Club Tácito de Madrid.
En el camp de la política, fou escollit procurador a les Corts Espanyoles per designació directa de Francisco Franco. Va ser diputat provincial a Barcelona, i després fou nomenat governador civil d'Àlaba el 1961, Toledo i Santander. Després director general del Ministeri de Comerç. L'any 1967 es presentà a les eleccions a procurador, on quedà tercer, darrera dels dos candidats elegits, Joan Antoni Samaranch i Eduard Tarragona. En els darrers temps del franquisme fou president provincial de Barcelona de l'associació tradicionalista Union Nacional Española i fou candidat d'Alianza Popular" en les primeres eleccions democràtiques després del franquisme de 15 de juny de 1977. En no sortir elegit abandonà la vida política, dedicant-se a l'activitat privada.
En el camp empresarial fou vocal del Ple de la Cambra de Comerç i membre Cònsol del Consolat de Mar. President del Consell d'Administració de Caixa d'Estalvis de Santander, president de "Electroautomática del Sud, SA", President de Tomàs Colomer (Joieria) i Conseller de Sevillana d'Electricitat. És també membre de la Real Academia de Ciencias Económicas y Financieras de Madrid des de 1998, i Vicepresident de l'Ateneu Barcelonès.